# Emu
Emu (Dromaius) je rod běžce z australské oblasti. Jediným žijícím druhem je emu hnědý (Dromaius novaehollandiae), dále členěný na několik poddruhů. K němu se přidružují i druhy Dromaius ocypus a Dromaius arleyekweke, jež jsou známy pouze z fosilních pozůstatků. Rod emu popsal Louis Pierre Vieillot roku 1816, přičemž odborně jménem je Dromaius nebo Dromiceius.